# EU's portal for åbne data
 Der er for få eller ingen kildehenvisninger i denne artikel, hvilket er et problem. Du kan hjælpe ved at angive troværdige kilder til de påstande, som fremføres i artiklen.

EU's portal for åbne data er adgangsportalen til offentlige data fra EU's institutioner, agenturer og andre organer. Oplysningerne kan bruges og genanvendes til både kommercielle og ikkekommercielle formål.
Portalen er et vigtigt element i EU's strategi for åbne data. Ved at sikre let og gratis adgang til data, kan de bruges mere innovativt, og deres økonomiske potentiale kan øges. Målet med portalen er også at gøre EU's institutioner og andre organer mere åbne og ansvarlige.

## Retsgrundlag for og lancering af portalen
Portalen blev lanceret i december 2012, efter Kommissionen officielt havde lanceret den med sin afgørelse af 12. december 2011 (2011/833/EU) om videreanvendelse af Kommissionens dokumenter.
På grundlag af denne afgørelse opfordres alle EU's institutioner til i videst muligt omfang at offentliggøre informationer som f.eks. åbne data og gøre dem tilgængelige for offentligheden.
EU's Publikationskontor står for portalens drift. Europa-Kommissionens Generaldirektorat for Kommunikationsnet, Indhold og Teknologi (DG CONNECT) har dog det overordnede ansvar for gennemførelsen af EU's politik for åbne data.

## Funktioner
Portalen gør det muligt for brugerne at søge i, gennemgå, linke til, downloade og let genanvende data til kommercielle eller ikkekommercielle formål ved hjælp af et katalog over fælles metadata. Kataloget giver brugerne adgang til data fra websites for EU's forskellige institutioner, agenturer og andre organer.
Semantiske teknologier giver nye funktioner. Du kan søge i kataloget over metadata med en interaktiv søgemaskine (under fanen "Data" Arkiveret 22. februar 2019 hos  Wayback Machine ) og ved hjælp af SPARQL-forespørgsler (under fanen "Sammenkædede data" Arkiveret 22. februar 2019 hos  Wayback Machine).
Som bruger kan du foreslå data, som du mener mangler på portalen, og give feedback om kvaliteten af de tilgængelige data.
Portalen foreligger på de 24 officielle EU-sprog, men de fleste metadata er i øjeblikket kun til rådighed på et begrænset antal sprog (engelsk, fransk og tysk). Visse metadata (f.eks. navne på dataleverandører og geografisk dækning) findes på 24 sprog.

## Anvendelsesbetingelser
De fleste af de data, du har adgang til via EU's portal for åbne data, er omfattet af den juridiske meddelelse på EUROPA-sitet. Generelt kan disse data bruges gratis til kommercielle og ikkekommercielle formål, forudsat at kilden angives. Der gælder særlige betingelser for genanvendelse af en lille mængde data, primært hvad angår beskyttelse af persondata og tredjemands intellektuelle ejendomsrettigheder. Du kan finde et link til disse betingelser for hvert datasæt.  

## Tilgængelige data
Portalen indeholder mange forskellige åbne data af høj kvalitet på tværs af EU’s forskellige politikområder, f.eks. økonomi, beskæftigelse, videnskab, miljø og uddannelse. Betydningen heraf blev bekræftet af G8's charter om åbne data.
Indtil videre har ca. 70 af EU’s institutioner, organer eller afdelinger (f.eks. Eurostat, Det Europæiske Miljøagentur, Det Fælles Forskningscenter og andre af Europa-Kommissionens afdelinger og EU's agenturer) stillet datasæt til rådighed, i alt over 11 700.
Portalen indeholder også et applikationsgalleri Arkiveret 23. februar 2019 hos  Wayback Machine og et visualiseringskatalog (lanceret i marts 2018).
I applikationsgalleriet kan du finde applikationer, der bruger EU-data fra EU's institutioner, agenturer og andre organer eller tredjeparter. Applikationerne tjener både til information og som eksempler på, hvilken slags applikationer man kan bruge portalens data til at lave.

Visualiseringskataloget byder på en samling visualiseringsredskaber, kurser, og visualiseringer til videreanvendelse på alle ekspertiseniveauer inden for datavisualisering – lige fra begynder til ekspert.

## Sådan er portalen opbygget
Portalen er opbygget med open source-løsninger såsom Drupals indholdsadministrationssystem og CKAN, der er et datakatalogsoftware udviklet af Open Knowledge Foundation. Den anvender Virtuoso som RDF-database og har et SPARQL-endpoint.
Dens katalog over metadata bruger internationale standarder som: Dublin Core, data catalogue vocabulary DCAT-AP Arkiveret 21. december 2018 hos  Wayback Machine og Asset Description Metadata Schema (ADMS).